# Берко Віктор Юрійович
Віктор Юрійович Берко (нар. 21 вересня 1989, Вознесенськ, Україна) — український футболіст, нападник.

## Життєпис
Віктор Берко народився 21 вересня 1992 року в місті Вознесенськ. У ДЮФЛУ виступав з 2006 по 2009 року у футболці клубу «Зелений Гай» (Вознесенськ). З 2009 року виступав у дорослій команді клубу, яка змагалася в обласному чемпіонаті.
У 2012 році перейшов до МФК «Миколаєва». Дебютував у футболці корабелів 3 квітня 2012 року в нічийному (0:0) домашньому матчі 24-го туру першої ліги чемпіонату України проти ФК «Одеси». Віктор вийшов на поле на 68-ій хвилині, замінивши Дмитра Бровкіна. Дебютним голом за миколаївську команду відзначився 3 травня 2012 року на 74-ій хвилині програного (2:4) виїзного поєдинку 29-го туру першої ліги чемпіонату України проти харківського «Геліоса». Берко вийшов на поле на 39-ій хвилині, замінивши Романа Коца. Разом з командою став півфіналістом кубку України сезону 2016/17 років, але у поєдинку проти «Динамо» участі не брав, через дискваліфікацію. Наразі в складі МФК «Миколаєва» в чемпіонатах України зіграв 143 матчі та відзначився 25-ма голами.